# Карпов, Алексей Яковлевич
Алексей Яковлевич Ка́рпов (1895—1982) — советский военный деятель и инженер-конструктор, генерал-майор итс.

## Биография
Родился в 1895 году в Трубчевске (ныне Брянская область).
Участник Гражданской войны.
Окончил Артиллерийскую академию. Член ВКП(б).
В 1931—1941 годы — начальник СКБ по механическим и часовым взрывателям.
Под его личным руководством спроектированы впервые в СССР механические часовые трубки и взрыватели и организовано их валовое производство.
Участник Великой Отечественной войны: начальник ЦКБ-22
Умер в 1982 году в Москве.

## Награды
- орден Ленина (21.1.1944, 21.2.1944)
- орден Красного Знамени (3.11.1944, 15.11.1950)
- орден Суворова II степени (18.11.1944)
- орден Красной Звезды (22.2.1933)
- орден Знак Почёта (1938)
- Сталинская премия третьей степени (1949) — за создание нового образца боеприпасов